# Jesús Rivas
Jesús Andrés Rivas Gutiérrez (Ciudad de México, México; 29 de octubre de 2002) es un futbolista mexicano. Juega como lateral derecho y su equipo es el Club Puebla de la Primera División de México.
- Datos: Q104839921